# Уокер, Дейвид Мэттисон
Дейвид Мэттисон Уокер (англ. David Mathieson Walker; 20 мая 1944 — 23 апреля 2001) — астронавт НАСА, совершил 4 космических полёта.

## Биография
Дейвид Уокер закончил Военно-морскую академию США в 1966 году со степенью бакалавра наук. После лётной подготовки он стал военно-морским летчиком в декабре 1967 года и был направлен на морскую авиабазу Мирамар в Калифорнии для назначения на Phantom F4 (авианосцы Энтерпрайз и Америка), участвовал в войне во Вьетнаме. В 1971 году завершил обучение в качестве лётчика-испытателя. Продолжал службу в отделе лётных испытаний Военно-морской школы лётчиков-испытателей.
Уокер стал астронавтом в августе 1979 года.
1-й космический полет Уокер совершил в ноябре 1984 года в качестве пилота космического корабля «Дискавери» (STS-51A). 2-й его полёт (после вынужденного перерыва в связи с гибелью «Челленджера» в 1986) был выполнен в мае 1989, Уокер принял в нём участие в качестве командира экипажа «Атлантис» (STS-30), с борта которого была выведена автоматическая межпланетная станция «Магеллан» для исследований Венеры. В декабре 1992 совершил свой 3-й полет на «Дискавери» (STS-53). В 4-й раз Уокер побывал в космосе в сентябре 1995 в качестве командира уже «Индевора» (Endeavor) STS-69. В апреле 1996 Уокер после ухода из НАСА стал вице-президентом телефонной компании NDC Voice Communications (штат Калифорния), позднее возглавил Авиафонд штата Айдахо.
Умер от рака предстательной железы в онкологическом центре в Хьюстоне. Похоронен на Арлингтонском национальном кладбище.